# برای آلینا

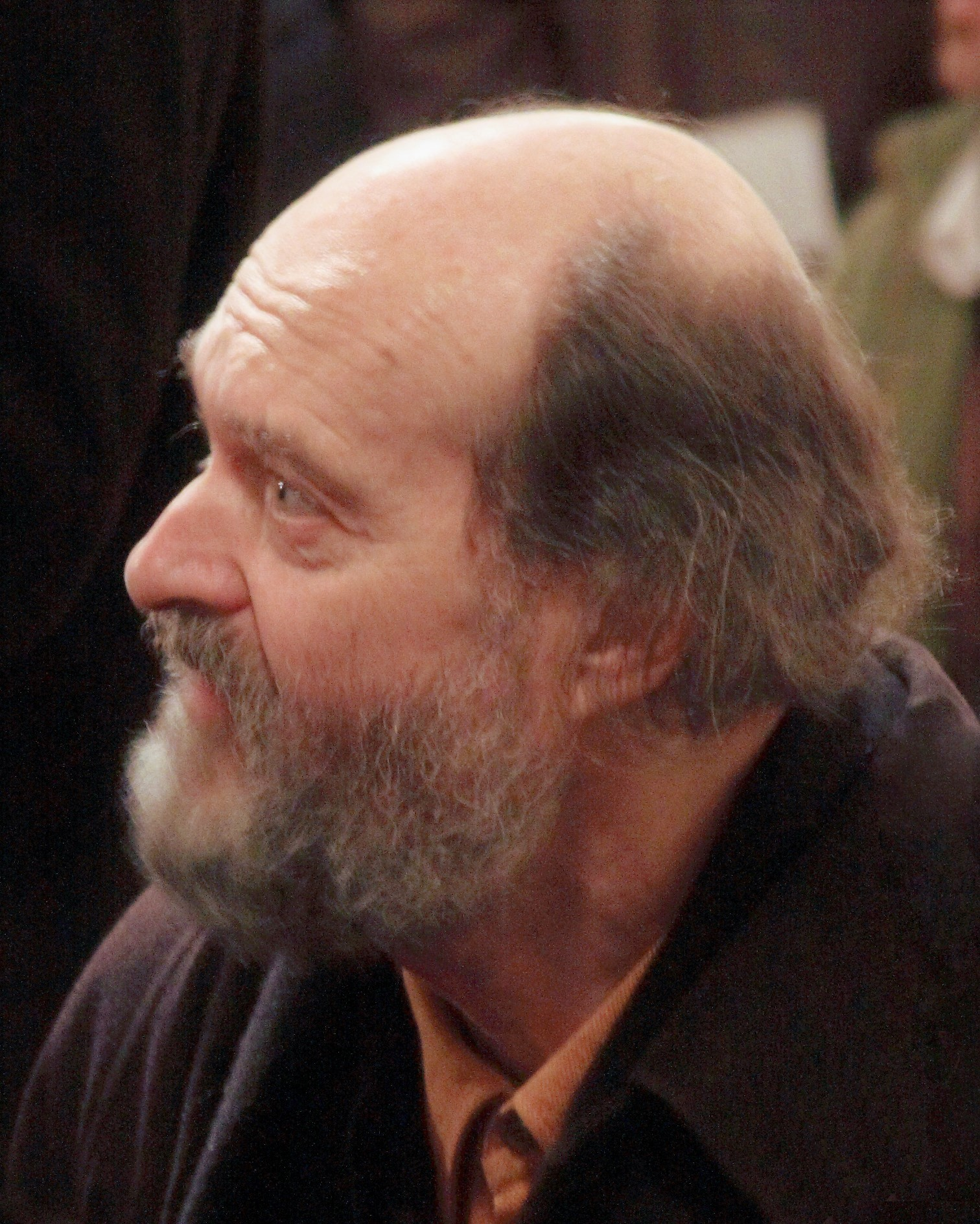
آروُ پارت، ۲۰۰۸

برای آلینا (به آلمانی: Für Alina) قطعه‌ای تک‌موومانه برای پیانو است که در سال ۱۹۷۶ میلادی توسط آهنگساز استونیایی، آروو پارت ساخته شده است.

## تاریخچه
برای آلینا نخستین بار در ۱۹۷۶ میلادی در کنسرتی در تالین همراه با شش قطعهٔ دیگر اجرا شد. پارت آن را به دختر جوان یکی از دوستان خانوادگیش تقدیم کرد که برای تحصیل به لندن رفته بود. ئی‌سی‌ام رکوردز آن را در آلبومی به سال ۱۹۹۹ منتشر کرد. این قطعهٔ ساده در سی مینور، نشان دهندهٔ اکتشاف پارت در موسیقی مینیمالیسم است.